# 红瓜
红瓜（学名：Coccinia grandis）为葫芦科红瓜属下的一个种。全株可食用，被視為一種蔬菜。